# Стоа „Саул“
Стоа „Саул“ (на гръцки: Στοά Σαούλ) е историческа постройка в град Солун, Гърция.

## Местоположение
Търговският комплекс е разположен във Франкомахала между улиците „Йон Драгумис“, „Ермис“, „Василевс Ираклиос“ и „Елевтериос Венизелос“.

## История
На мястото на стоата има хан с 96 помещения, кафене, офиси и складове, принадлежащ на децата на Саул Модиано (1816 - 5 януари 1883). В 1867 година като част от градоустройствените реорганизации е открита нова улица, наречена в 1898 година „Сабри паша“ (днес „Елевтериос Венизелос“), която трябва да привлече търговската дейност в града. На тази улица Саул Модиано, един от най-богатите хора в Османската империя, решава да построи търговски комплект - Cité Saül. Плановете вероятно са дело на видния архитект Виталиано Позели.
В 1917 година сградата пострадва силно от Солунския пожар, като оцелява единствено фасадата към „Василевс Ираклиос“.
Сградата е възстановена в 1920 година от архитект Ели Модиано, като заради улиците „Ермис“ и „Йон Драгумис“ първоначалната площ на стоата е ограничена, а към „Елевтериос Венизелос“ и „Василевс Ираклиос“ няма промени. Новият дизайн включва елементи от оригиналната галерия, като се опитва да приложи типологията на европейските търговски галерии. В 1929 година по проект на Карлос Модиано (Каролос, Шарл Модиано) е изграден нов участък от стоата в стил ар деко, който гледа предимно към „Елевтериос Венизелос“ и е направена връзка с участъка оцелял при пожара, който гледа към „Василевс Ираклиос“. Ключов елемент на аркадата са двете вътрешни пешеходни алеи, които образуват „Т“ и свързват улица „Ермис“ с „Василевс Ираклиос“ и „Елевтериос Венизелос“ с „Йон Драгумис“. Ели Модиано, един от най-добрите архитекти на времето и внук на Саул Модиано, поддържа архитектурния си офис в тази сграда.
В 1980 година стоата е обявена за защитен паметник.

## Архитектура
Стоата е цял строителен блок с два вътрешни тротоара, които образуват Т. Поради различните фази на строителството се срещат различни архитектурни стилове. Фасадата към „Василевс Ираклиос“ е най-старата, част от оригиналния портик. Тук виждаме ясни ренесансови елементи, със силна декорация. Прозорците на етажа са сводести. Фалшиви пиластри с коринтски капители оформят целия балкон и поддържат венеца на сградата, която се състои от декоративни ивици и корниз. Балконите с балюстради с косници са доминиращ елемент. Над главния вход виждаме декоративна висулка с инициалите на собственика S. M. Дори корнизите са украсени с растителни изображения.
Фасадата към „Ермис“ е с много, малки, двуетажни търговски сгради, типичен пример за пазарни сгради, които доминират в града след пожара от 1917 година. От коридора нататък и на улица „Венизелос“ е последната добавена фасада от 1929 година, която има силни елементи в стил ар деко.